# Diskuskastning för damer i friidrott vid olympiska sommarspelen 2004

## Medaljörer
| Event          | Guld                    | Guld    | Silver                       | Silver  | Brons                   | Brons   |
| Diskuskastning | Natalja Sadova Ryssland | 67,02 m | Anastasia Kelesidou Grekland | 66,68 m | Iryna Jattjanka Belarus | 66,17 m |

## Resultat
- Kvalificeringsgräns 62,50 m
- Alla resultat anges i meter
- Q = kvalificerad till final automatiskt
- q = kvalificerad till final genom att vara en av de bästa "förlorarna"
- NR = Nationsrekord
- PB = Personligt rekord
- SB = Bästa resultat under säsongen
- DNS = Startade ej
- DNF = Fullföljde ej
- NM = Erhöll inget resultat

### Kval
Medaljörer i fetstil

#### Grupp A
| Placering | Totalt | Idrottare                       | Försök | Försök | Försök | Längd   | Noteringar |
| Placering | Totalt | Idrottare                       | 1      | 2      | 3      | Längd   | Noteringar |
| --------- | ------ | ------------------------------- | ------ | ------ | ------ | ------- | ---------- |
| 1         | 1      | Věra Pospíšilová-Cechlová (CZE) | 64.48  | —      | —      | 64.48 m |            |
| 2         | 2      | Natalja Sadova (RUS)            | 64.33  | —      | —      | 64.33 m |            |
| 3         | 5      | Beatrice Faumuina (NZL)         | 64.07  | —      | —      | 64.07 m |            |
| 4         | 6      | Ekaterini Voggoli (GRE)         | 63.39  | —      | —      | 63.39 m |            |
| 5         | 8      | Nicoleta Grasu (ROM)            | 59.87  | 60.89  | 61.91  | 61.91 m |            |
| 6         | 11     | Joanna Wiśniewska (POL)         | 61.48  | 56.11  | 58.43  | 61.48 m |            |
| 7         | 13     | Harwant Kaur (IND)              | 60.82  | 59.20  | 59.95  | 60.82 m |            |
| 8         | 15     | Jelina Zverava (BLR)            | 60.35  | X      | 60.63  | 60.63 m |            |
| 9         | 18     | Philippa Roles (GBR)            | 57.30  | 58.83  | X      | 58.83 m |            |
| 10        | 21     | Olga Tjernjavskaja (RUS)        | 58.64  | 58.19  | 58.55  | 58.64 m |            |
| 11        | 22     | Stephanie Brown (USA)           | X      | 58.54  | X      | 58.54 m |            |
| 12        | 24     | Natalja Fokina (UKR)            | 58.28  | 56.84  | 55.64  | 58.28 m |            |
| 13        | 26     | Elisângela Adriano (BRA)        | X      | 58.13  | X      | 58.13 m |            |
| 14        | 27     | Franka Dietzsch (GER)           | X      | 57.57  | 58.12  | 58.12 m |            |
| 15        | 29     | Vera Begić (CRO)                | X      | 54.80  | 57.31  | 57.31 m |            |
| 16        | 31     | Mélina Robert-Michon (FRA)      | 56.70  | X      | 56.53  | 56.70 m |            |
| 17        | 32     | Huang Qun (CHN)                 | 56.53  | X      | 55.06  | 56.53 m |            |
| 18        | 35     | Anna Söderberg (SWE)            | 54.04  | 55.49  | 51.24  | 55.49 m |            |
| 19        | 39     | Éva Kürti (HUN)                 | 52.52  | 50.85  | X      | 52.52 m |            |
| 20        | 40     | Tereapii Tapoki (COK)           | 47.59  | 48.12  | X      | 48.12 m |            |
| 21        | 41     | Zvetanka Christova (BUL)        | 43.25  | X      | X      | 43.25 m |            |

#### Grupp B
| Placering | Totalt | Idrottare                  | Försök | Försök | Försök | Längd   | Noteringar |
| Placering | Totalt | Idrottare                  | 1      | 2      | 3      | Längd   | Noteringar |
| --------- | ------ | -------------------------- | ------ | ------ | ------ | ------- | ---------- |
| 1         | 3      | Olena Antonova (UKR)       | 62.15  | 64.20  | —      | 64.20 m |            |
| 2         | 4      | Anastasia Kelesidou (GRE)  | 64.13  | —      | —      | 64.13 m |            |
| 3         | 7      | Iryna Jattjanka (BLR)      | 62.15  | 63.04  | —      | 63.04 m |            |
| 4         | 9      | Styliani Tsikouna (GRE)    | 61.72  | 60.17  | 60.67  | 61.72 m |            |
| 5         | 10     | Yania Ferrales (CUB)       | X      | 56.46  | 61.54  | 61.54 m |            |
| 6         | 12     | Li Yanfeng (CHN)           | 61.19  | 61.35  | 61.24  | 61.35 m |            |
| 7         | 14     | Seema Antil (IND)          | 59.93  | 60.64  | 58.41  | 60.64 m |            |
| 8         | 16     | Wioletta Potępa (POL)      | 60.50  | X      | 57.99  | 60.50 m |            |
| 9         | 17     | Neelam Jaswant Singh (IND) | 60.26  | 57.25  | 60.10  | 60.26 m |            |
| 10        | 19     | Aretha Hill (USA)          | 52.93  | 58.82  | X      | 58.82 m |            |
| 11        | 20     | Elizna Naudé (RSA)         | 58.74  | 58.26  | 58.32  | 58.74 m |            |
| 12        | 23     | Teresa Machado (POR)       | 58.47  | 57.00  | 57.65  | 58.47 m |            |
| 13        | 25     | Song Aimin (CHN)           | 58.19  | 58.03  | X      | 58.19 m |            |
| 14        | 28     | Dace Ruskule (LAT)         | 54.49  | 57.43  | X      | 57.43 m |            |
| 15        | 30     | Oksana Jesiptjuk (RUS)     | X      | 57.27  | 57.18  | 57.27 m |            |
| 16        | 33     | Shelley Newman (GBR)       | X      | 54.04  | 56.04  | 56.04 m |            |
| 17        | 34     | Vladimíra Racková (CZE)    | 55.82  | X      | 55.36  | 55.82 m |            |
| 18        | 36     | Alice Matejková (ESP)      | 54.15  | X      | 55.37  | 55.37 m |            |
| 19        | 37     | Eha Rünne (EST)            | 54.28  | X      | 54.82  | 54.82 m |            |
| 20        | 38     | Dragana Tomašević (SCG)    | 51.71  | X      | 54.44  | 54.44 m |            |
| —         | —      | Seilala Sua (USA)          | X      | X      | X      | NM      |            |

### Final
| Placering | Idrottare                       | Försök | Försök | Försök | Försök | Försök | Försök | Längd   | Noteringar |
| Placering | Idrottare                       | 1      | 2      | 3      | 4      | 5      | 6      | Längd   | Noteringar |
| --------- | ------------------------------- | ------ | ------ | ------ | ------ | ------ | ------ | ------- | ---------- |
| 1         | Natalja Sadova (RUS)            | 64.78  | 64.81  | X      | 65.33  | 67.02  | 66.68  | 67.02 m |            |
| 2         | Anastasia Kelesidou (GRE)       | 62.77  | X      | 66.68  | 63.71  | 66.09  | 61.59  | 66.68 m |            |
| 3         | Iryna Jattjanka (BLR)           | 59.98  | 61.67  | 66.17  | 65.46  | 63.08  | 65.54  | 66.17 m |            |
| 4         | Věra Pospíšilová-Cechlová (CZE) | 63.02  | 66.08  | X      | 62.81  | 63.21  | 64.84  | 66.08 m |            |
| 5         | Olena Antonova (UKR)            | 59.88  | 64.11  | X      | 63.61  | 60.37  | 65.75  | 65.75 m |            |
| 6         | Nicoleta Grasu (ROU)            | 62.01  | 62.21  | 63.48  | 61.58  | 61.93  | 64.92  | 64.92 m | SB         |
| 7         | Beatrice Faumuina (NZL)         | X      | 62.45  | X      | 63.45  | 62.99  | X      | 63.45 m |            |
| 8         | Ekaterini Voggoli (GRE)         | 60.66  | 61.44  | X      | 62.37  | 62.32  | 61.84  | 62.37 m |            |
|           |                                 |        |        |        |        |        |        |         |            |
| 9         | Li Yanfeng (CHN)                | 60.67  | 57.36  | 61.05  |        |        |        | 61.05 m |            |
| 10        | Joanna Wiśniewska (POL)         | 58.33  | 60.74  | 59.95  |        |        |        | 60.74 m |            |
| 11        | Styliani Tsikouna (GRE)         | 59.48  | 57.76  | X      |        |        |        | 59.48 m |            |
| —         | Yania Ferrales (CUB)            | X      | X      | X      |        |        |        | NM      |            |

## Rekord

### Världsrekord
- Gabriele Reinsch, DDR - 76,80 - 9 juli 1988 - Neubrandenburg, Tyskland

### Olympiskt rekord
- Martina Hellmann, DDR – 72,30 - 29 september 1988 - Seoul, Sydkorea

## Tidigare vinnare

### OS
- 1896  - 1924: Inga tävlingar
- 1928 i Amsterdam: Halina Konopacka, Polen – 39,62
- 1932 i Los Angeles: Lillian Copeland, USA – 40,58
- 1936 i Berlin: Gisela Mauermayer, Tyskland – 47,63
- 1948 i London: Micheline Osternayer, Frankrike – 41,92
- 1952 i Helsingfors: Nina Romasjkova, Sovjetunionen – 51,42
- 1956 i Melbourne: Olga Fikotova, Tjeckoslovakien – 53,69
- 1960 i Rom: Nina Ponomarjeva, Sovjetunionen – 55,10
- 1964 i Tokyo: Tamara Press, Sovjetunionen – 57,27
- 1968 i Mexico City: Lia Manoliu, Rumänien – 58,28
- 1972 i München: Fajna Melnik, Sovjetunionen – 66,62
- 1976 i Montréal: Evelin Schlaak, DDR – 69,00
- 1980 i Moskva: Evelin Jahl, DDR – 69,96
- 1984 i Los Angeles: Ria Stalman, Nederländerna – 65,36
- 1988 i Seoul: Martina Hellmann, DDR – 72,30
- 1992 i Barcelona: Maritza Marten, Kuba – 70,06
- 1996 i Atlanta: Ilke Wyludda, Tyskland – 69,66
- 2000 i Sydney: Ellina Zvereva, Vitryssland – 68,40

### VM
- 1983 i Helsingfors: Martina Opitz-Hellmann, DDR – 68,94
- 1987 i Rom: Martina Opitz-Hellmann, DDR – 71,62
- 1991 i Tokyo: : Tsvetanka Khristova, Bulgarien – 71,02
- 1993 i Stuttgart: : Olga Burova-Tjernjavskaja, Ryssland – 67,40
- 1995 i Göteborg: Ellina Zvereva, Vitryssland – 68,64
- 1997 i Aten: Beatrice Faumuina, Nya Zeeland – 66,82
- 1999 i Sevilla: Franka Dietzsch, Tyskland – 68,14
- 2001 i Edmonton: Natalia Sadova, Ryssland – 68,57
- 2003 i Paris: Irina Jatjenko, Vitryssland – 67,32